# استج
استج (به لاتین: Stege) یک منطقهٔ مسکونی در دانمارک است که در ووردینبورگ، کمون دانمارک واقع شده‌است. استج ۲٫۷ کیلومتر مربع مساحت و ۳٬۷۸۶ نفر جمعیت دارد و ۰ متر بالاتر از سطح دریا واقع شده‌است.